# Marie Leszczynska
Titre
Reine de France et de Navarre
5 septembre 1725 – 24 juin 1768
(42 ans, 9 mois et 19 jours)
Signature
Marie Leszczyńska ou Leczinska (Leszczyńska, prononcé en polonais [lɛʃ't͡ʃɨɲska] et Leczinska, prononcé en français [lɛɡzɛ̃ska]), que l'on peut traduire par « Marie de Leszno », née le 23 juin 1703 à Trzebnica et morte le 24 juin 1768 à Versailles, est reine de France et de Navarre de 1725 à 1768.
Aristocrate polonaise, elle est la fille de Stanislas Leszczynski, roi élu de Pologne, dont la famille portait les armes du clan Wieniawa. Elle est devenue reine de France et de Navarre par son mariage avec Louis XV, en septembre 1725, et par son fils le dauphin Louis, elle est la grand-mère de trois rois de France, Louis XVI, Louis XVIII et Charles X mais aussi l'ancêtre de la Maison ducale de Parme dont sont issus le roi Philippe VI d'Espagne et le grand-duc Henri de Luxembourg.
Pieuse et généreuse mais peu au fait des intrigues de la cour, elle est une figure effacée de la cour de Versailles et est reléguée dans l'ombre par le nombre des maîtresses royales et en particulier par la plus importante, Madame de Pompadour.

## Biographie

### Jeunesse
Maria Karolina Zofia Felicja (Marie Caroline Sophie Félicité) Leszczyńska naquit à Trzebnica, en Silésie, le 23 juin 1703 et était la seconde fille (l'aînée, Anne Leszczynska, était née en 1699 et mourut d’une pneumonie en 1717) de Catherine Opalińska et de Stanislas Ier Leszczyński, souverain éphémère, élu roi de Pologne de 1704 à 1709, grâce au roi Charles XII de Suède, puis à nouveau de 1733 à 1736 et nommé duc de Lorraine et de Bar (à titre viager), de 1737 à sa mort en 1766, grâce à son gendre le roi Louis XV.
Elle reçut pour parrain Alexandre Benoît Sobieski, fils du roi Jean III Sobieski de Pologne, et pour marraine Edwige-Sophie de Suède, duchesse douairière de Schleswig-Holstein-Gottorp.
Née alors que son père avait été placé sur le trône de Pologne par les armées suédoises de Charles XII, elle le suivit dans son exil dès l'année suivante. Elle confia à Voltaire qu'elle avait failli être oubliée par les femmes chargées de préparer la fuite du roi : au moment de partir, l'une d'elles avisa un tas de linges qui gisait dans la cour et alla le ramasser — c'était la petite Marie dans ses langes. Exilée d'abord dans la principauté de Deux-Ponts (Zweibrücken), propriété du roi de Suède, puis dans la ville alsacienne de Wissembourg à la suite de nombreuses tractations politiques, elle fut d'abord pressentie en 1721 pour épouser un jeune officier français. Mais, le prétendant n'étant pas au moins duc, le père de Marie refusa le mariage.
On songea alors au prince de Schwarzenberg, noble de Bohême, mais celui-ci préféra une candidate plus argentée. La jeune femme fut alors convoitée par le marquis de Courtanvaux, petit-fils de Louvois, mais le roi Stanislas refusa à nouveau un prétendant qui n'était pas duc.
Un projet de mariage bien plus brillant pour l'ex-roi Stanislas fut enfin envisagé pour Marie Leszczyńska, avec le duc de Bourbon. Celui-ci, prince du sang, veuf et sans enfant de sa cousine Marie-Anne de Bourbon-Conti, était alors Premier ministre du royaume de France. L'idée ne venait pas du duc de Bourbon mais de sa maîtresse, la marquise de Prie. Ambitieuse, la jolie marquise pensait qu'une princesse sans influence ne lui porterait pas ombrage.

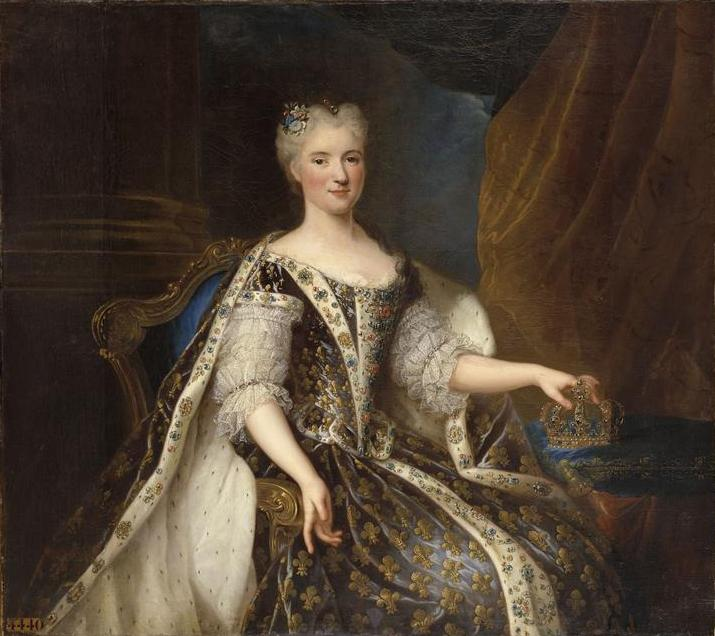
Marie Leszczynska par François Albert Stiemart (1726).

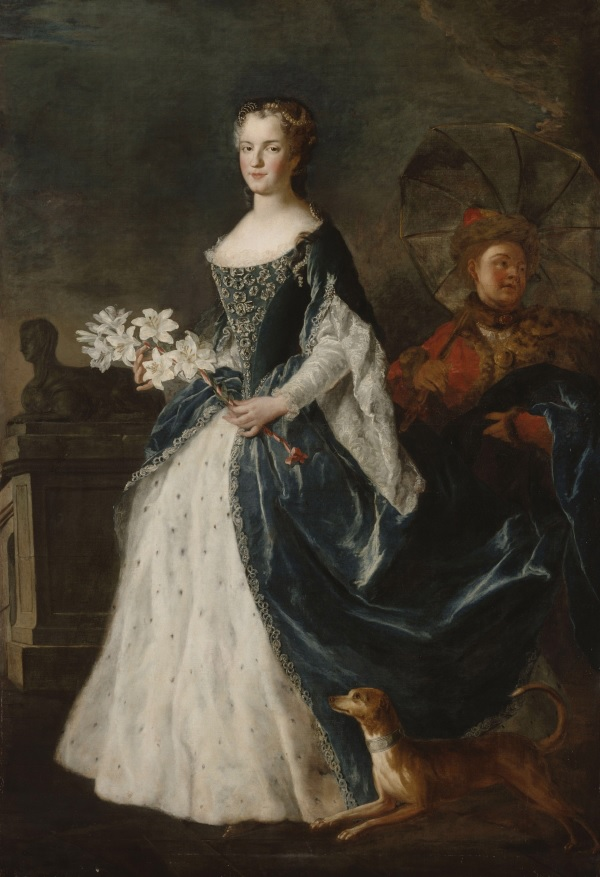
Maria Leszczyńska, par Alexis Simon Belle (vers 1730).

### Le choix de Marie comme reine de France
Quand Louis XV, à peine âgé de quinze ans, tombe une nouvelle fois malade en février 1725, le duc de Bourbon craint, pour son avenir personnel, que le duc d'Orléans, fils du défunt régent et son rival, ne monte sur le trône. Pour éviter qu'une telle chose se produise, il faudrait que Louis XV ait, au plus vite, une descendance. C'est pourquoi, après avoir dressé une liste des cent princesses d'Europe à marier, on choisit Marie Leszczyńska qui est en âge d'avoir des enfants, contrairement à la jeune fiancée du roi, l'infante-reine Marie-Anne-Victoire d'Espagne, que l'on renvoie. On prête un rôle à la marquise de Prie dans les manœuvres qui ont conduit au choix de Marie.
Le roi, orphelin, et son précepteur, l'abbé de Fleury, rival du duc de Bourbon, acceptent cette alliance sans avantage avec une princesse qui compte vingt-deux ans, soit sept de plus que son futur mari.
Le 2 avril, le duc demande à Stanislas sa fille en mariage au nom de Louis XV.

### Les difficultés à l'annonce du mariage
L'annonce du mariage n'est pas très bien accueillie à la Cour ni à l'étranger où l'on se récrie sur les origines de la famille Leszczyński et sur sa nationalité polonaise. Élisabeth-Charlotte, duchesse de Lorraine et de Bar, sœur du défunt régent, et qui pensait asseoir sa fille aînée sur le trône des lys, écrit ainsi :
« J'avoue que pour le Roi, dont le sang était resté le seul pur en France, il est surprenant que l'on lui fasse faire une pareille mésalliance et épouser une simple demoiselle polonaise, car […] elle n'est pas davantage, et son père n'a été roi que vingt-quatre heures. »
Des rumeurs vont même jusqu'à annoncer que la future reine est laide, scrofuleuse, épileptique, ou stérile[réf. nécessaire].
L'ex-roi de Pologne, l'ex-reine et leur fille quittent Wissembourg pour Strasbourg. 
Néanmoins, le 15 août 1725, le duc d'Orléans, premier prince du sang, épouse Marie Leszczyńska par procuration dans la cathédrale de Strasbourg, devant le cardinal de Rohan, grand aumônier de France. Pendant son repas, elle est servie par Mademoiselle de Clermont, sœur du duc de Bourbon, un membre de la famille royale.

### Les débuts du règne

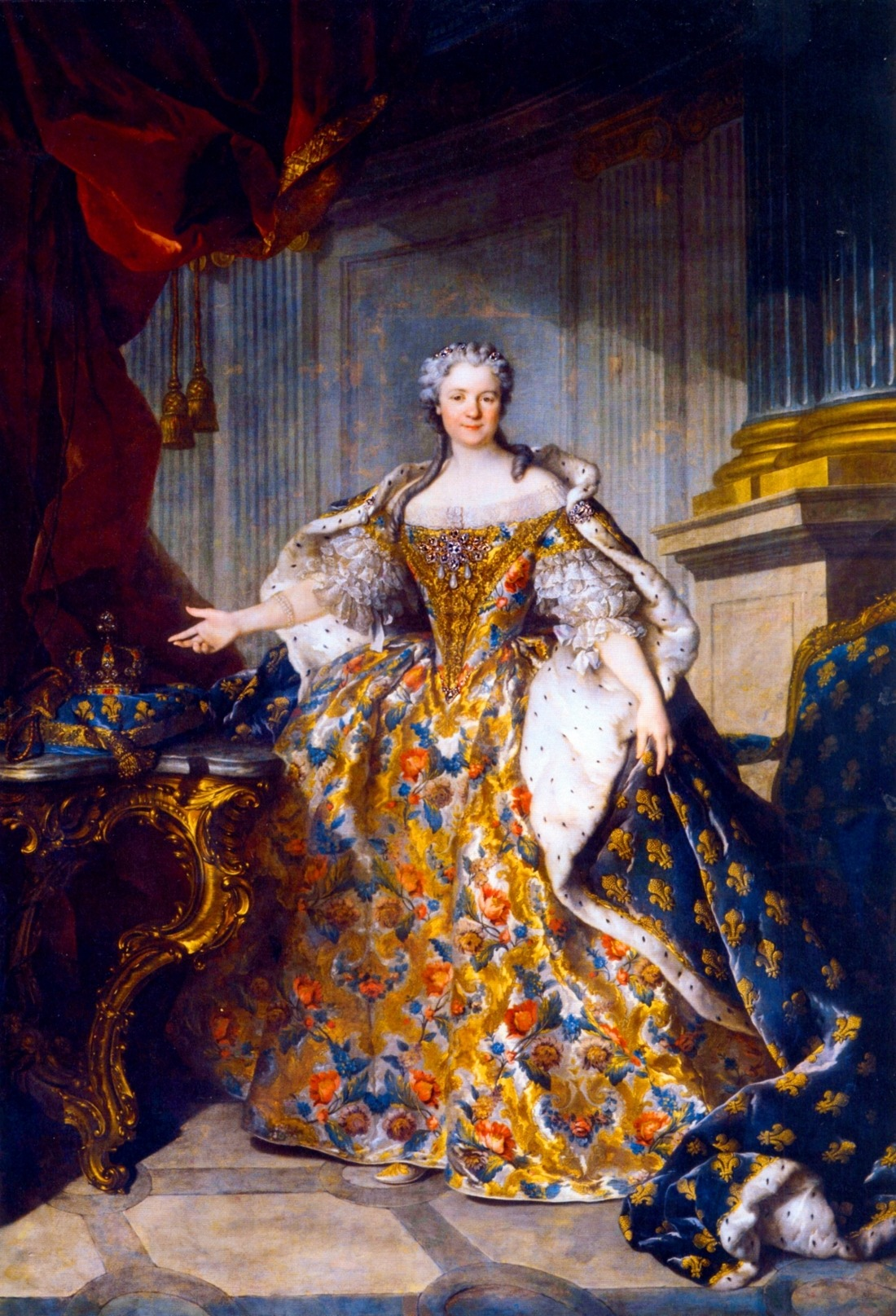
Marie Leszczyńska en manteau de sacre par Louis Tocqué. Musée des châteaux de Versailles et de Trianon (1740).

De Strasbourg à Metz, en passant par le Saulnois pour éviter la Lorraine, puis à travers la Champagne et la Brie, Marie se fait vite aimer du peuple en distribuant des aumônes.
Le 4 septembre 1725, Marie rencontre Louis XV et, le lendemain, ils se marient à Fontainebleau. Le mariage est consommé le soir même, et le roi fait durer la « lune de miel » jusqu'en décembre. Marie tombe aussitôt amoureuse du roi, beau comme un ange et lui-même en est, à l'époque, très épris : il a quinze ans, et elle est son premier amour.
On donne à la nouvelle reine des serviteurs qui ont veillé sur Louis XV enfant, afin de lui permettre de mieux connaître son mari. L'ardeur du roi permet à Marie de donner rapidement des enfants à la couronne, et en grand nombre : dix en dix ans, mais seulement deux garçons pour huit filles dont des jumelles. De plus, seul l'un des deux garçons, le dauphin Louis, survit à l'enfance.
Le bruit courut que Marie aurait dit : « Eh quoi ! Toujours coucher, toujours grosse, toujours accoucher. » Marie est également meurtrie par la mort en bas âge de deux de ses enfants.
La naissance de Louise de France, Madame Septième (1737), puis une fausse couche l'année suivante, les mises en garde des médecins sur les dangers d'une grossesse supplémentaire que Marie n'ose avouer au roi, la différence d'âge entre les conjoints, tout cela marque la fin du bonheur conjugal du couple royal. Louis XV, vingt-sept ans, jeune et plein d'allant, s'ennuie auprès d'une femme considérée comme d'âge mûr, fatiguée par ses nombreuses grossesses et « trop douce et trop éprise ». Malgré ses scrupules moraux et religieux, le roi a déjà pris secrètement sa première maîtresse, la comtesse de Mailly, première des « sœurs de Nesle ».

### Des relations difficiles avecLouisXV
La reine Marie avait commencé à s'aliéner son époux dès le début de son mariage en se mêlant — à la demande du duc de Bourbon auquel elle devait son mariage —, de politique, malgré les mises en garde de son père. N'étant pas née à la cour, ne connaissant pas encore tout à fait les usages ni l'étiquette de Versailles, elle « convoque » le roi dans ses appartements pour lui demander de conserver le ministère à son bienfaiteur, l'impopulaire duc de Bourbon qui risquait alors la disgrâce. Dès cet instant, elle perd toute influence politique sur son mari de 16 ans (1726).
En 1733, elle soutient les efforts de son père qui tente de remonter sur le trône de Pologne (guerre de Succession de Pologne).
Petit à petit, Louis XV délaisse complètement cette épouse effacée, notamment à partir du moment où elle lui refuse l'entrée de sa chambre, par crainte d'une onzième grossesse qui, selon les médecins, lui aurait été fatale, ce qu'elle n'ose révéler à son mari (1738). Malgré une réconciliation maladroite après la maladie du roi à Metz en 1744, ce délaissement est définitif.
La Reine passe les vingt dernières années de sa vie à Versailles. Comme elle n'a aucune influence, les ambitieux ne la recherchent pas. Elle vit entourée d'un cercle restreint de courtisans fidèles : « La maison de la reine était formée de gens d'esprit, de conditions sociales diverses, sur le modèle des fameux salons parisiens si caractéristiques de l'époque ».
Marie Leszczyńska demeure pourtant très attachée à son époux et réussit à s'adapter à la vie de Versailles : elle se fait instruire sur les questions de cérémonial et d'étiquette et assume ses devoirs de représentation lors des fréquentes absences du roi, à la chasse ou ailleurs.
Grande amatrice de musique et de peinture (elle peint elle-même des aquarelles), elle est la véritable mécène de la culture à la cour. Elle contribue, avec sa bru Marie-Josèphe de Saxe, à faire venir à Versailles des artistes de renom, comme le castrat Farinelli en 1737, qui lui donne des cours de chant, ou le jeune prodige Wolfgang Amadeus Mozart en 1764 avec qui, au grand étonnement de la cour, elle s'entretient en allemand, car elle est polyglotte.
Confrontée à l'adultère du roi, elle garde discrétion et dignité, entretenant même pendant vingt ans des relations correctes avec la plus célèbre des maîtresses de son royal époux, la marquise de Pompadour. Talleyrand note, cependant, que « ses vertus [ont] quelque chose de triste qui ne port[e] à aucun entraînement vers elle ». Après la désaffection de Louis XV, elle se réfugie dans l'affection pour ses enfants, qui tentaient maladroitement de prendre son parti, et pour son père, qui venait la visiter souvent et lui conseillait la patience et la soumission — tout en confiant à son entourage que son épouse et sa fille étaient « les princesses les plus ennuyeuses du monde ».
Elle obtient de Louis XV, le roi cherchant peut-être à se faire pardonner, un grand appartement privé, où elle peut mener une vie plus calme et moins tournée vers l'apparat. Un groupe d'amis se forme autour d'elle, dont le couple de Luynes. Elle dispose alors d'une cassette de 96 000 livres, somme assez médiocre pour une Reine, à affecter à son divertissement, à ses aumônes et à son jeu. Cette passion pour le jeu (surtout pour le cavagnole) lui vaut quelques dettes, qui sont épongées par le roi, ou par son père Stanislas.

### Mort et inhumation
La reine Marie meurt le 24 juin 1768, au Château de Versailles, à l'âge de 65 ans. Son corps est inhumé à la basilique Saint-Denis, tandis que son cœur repose auprès de ses parents, en l'église Notre-Dame-de-Bonsecours de Nancy.
Les tentatives de remariage du roi avec l'archiduchesse Marie-Élisabeth d'Autriche ou l'infante Marie-Josèphe d'Espagne firent long feu.

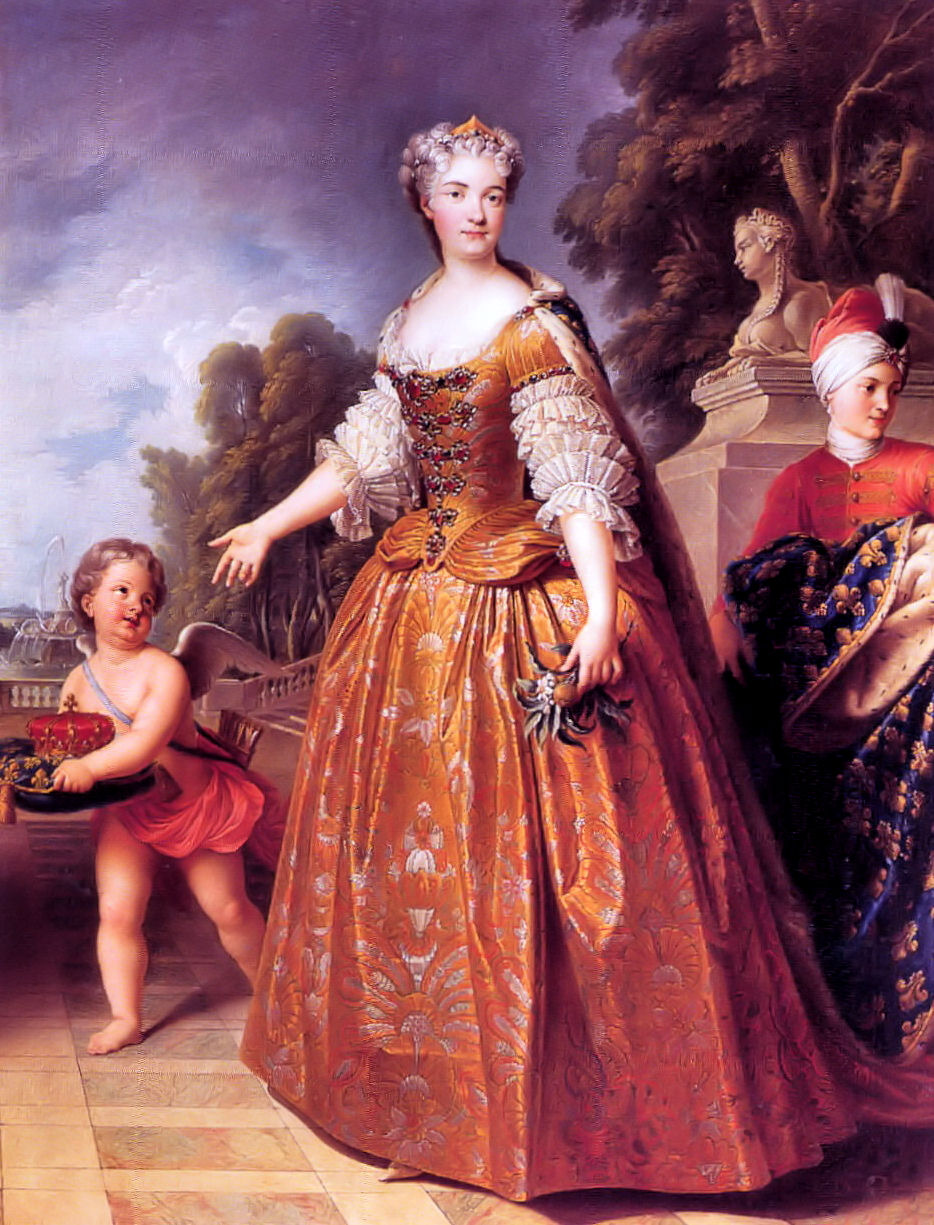
Marie, reine de France, par François Stiémart (XVIIIe siècle).
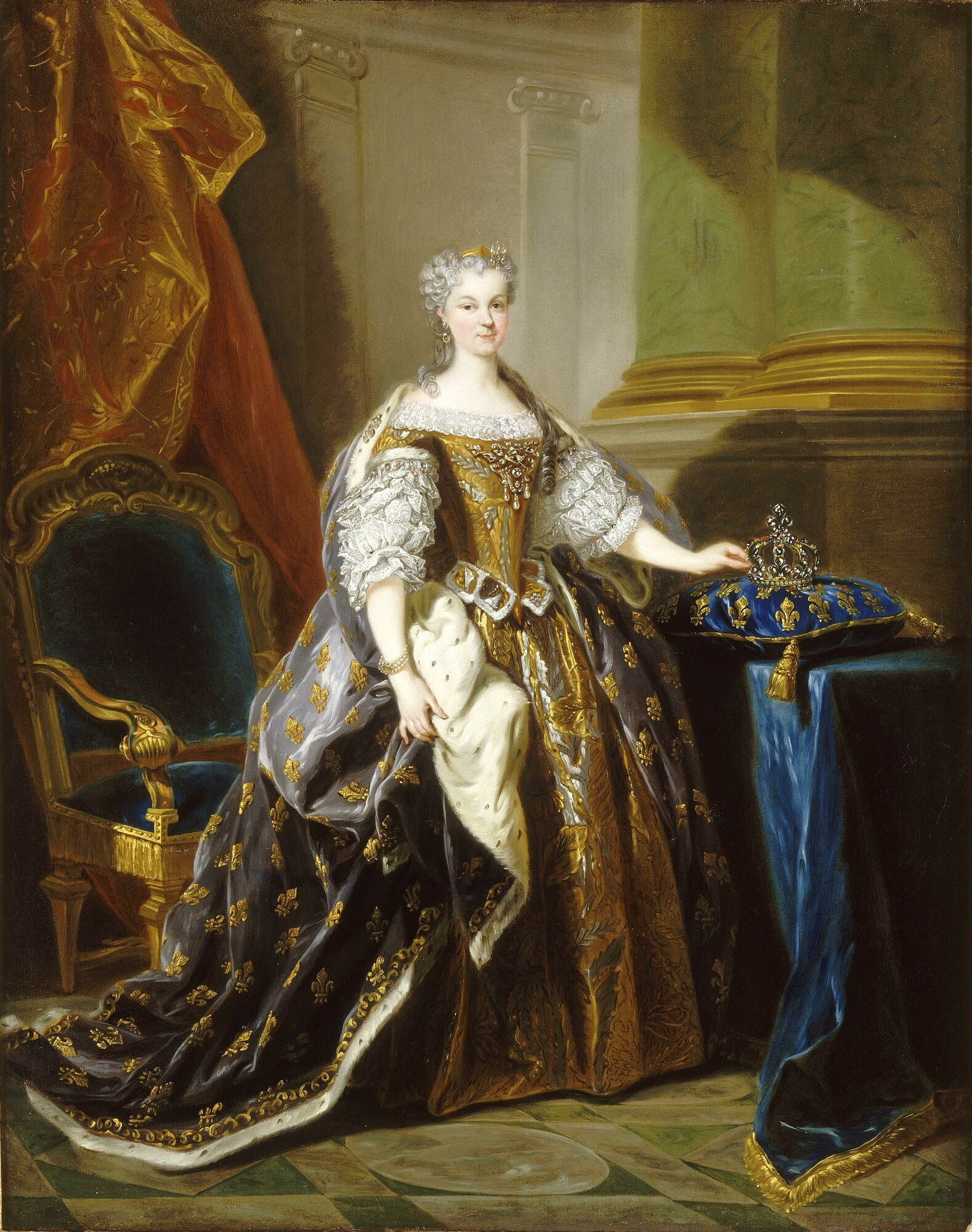
La reine Marie Leszczynska par Jean-Baptiste Van Loo
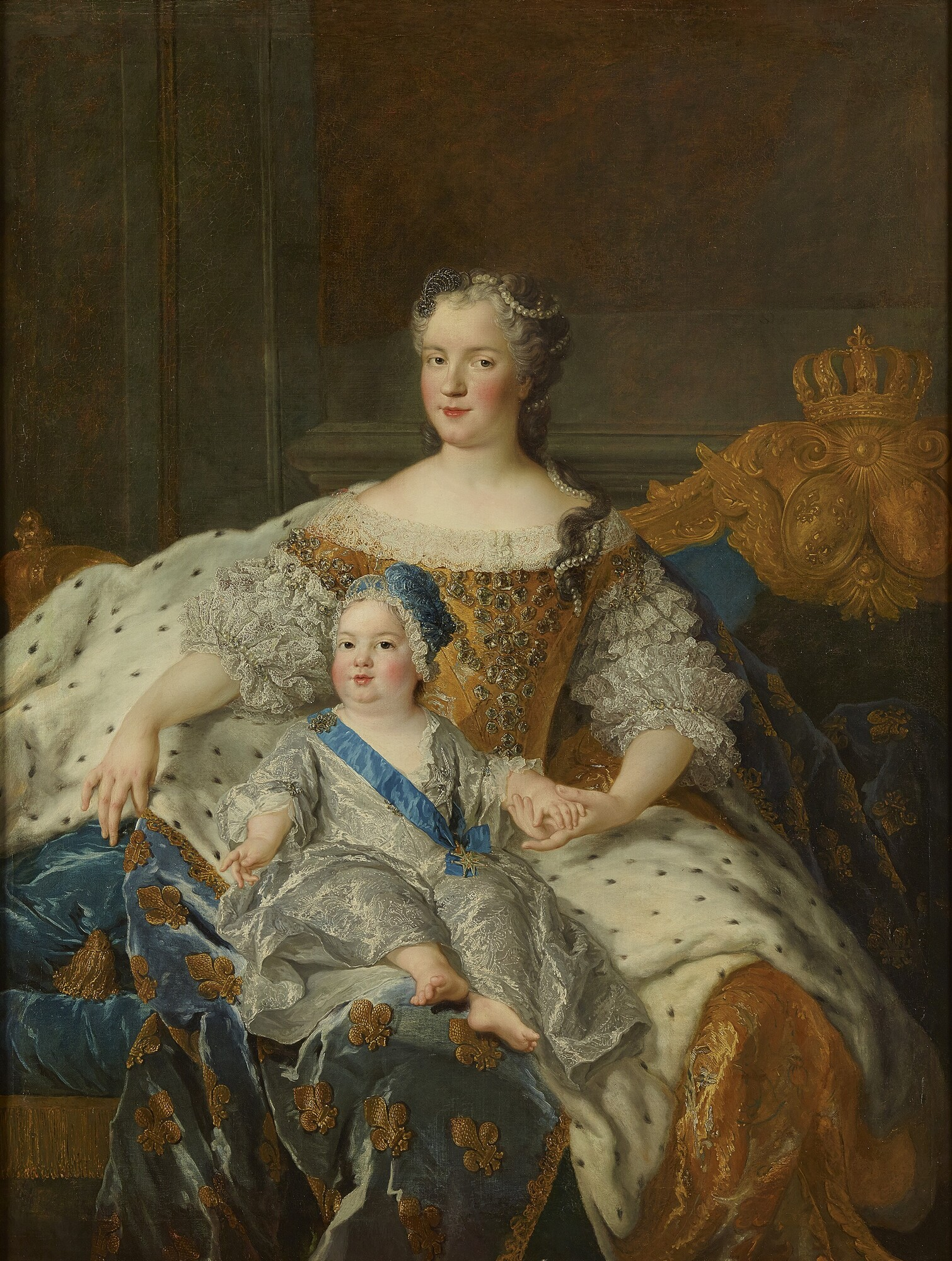
Maria Leszczyńska avec le Dauphin (vers 1730).
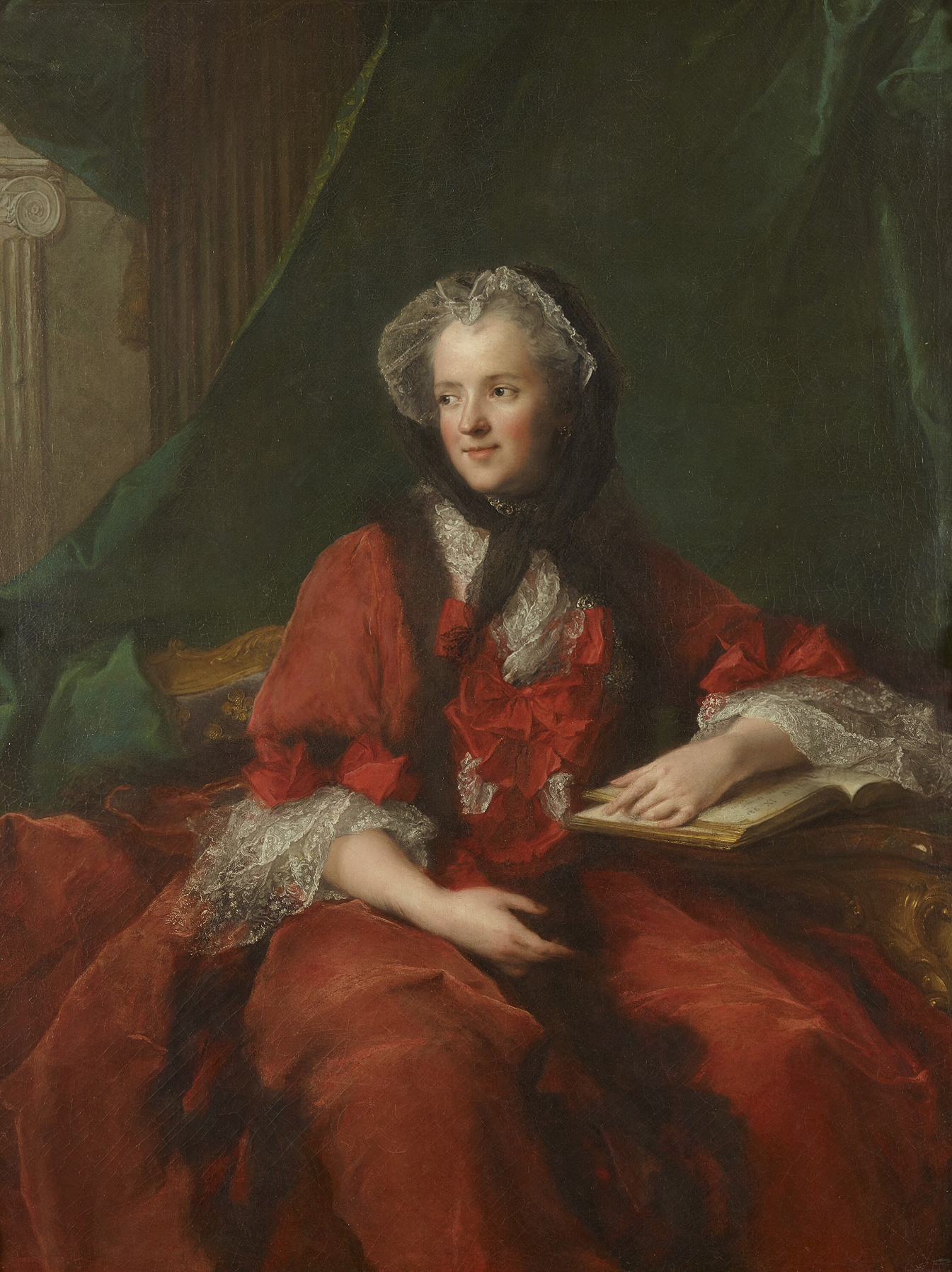
Marie Leczynska, par Jean-Marc Nattier (1748). Ce portrait représentant la reine intimement est le dernier pour lequel elle accepta de poser.
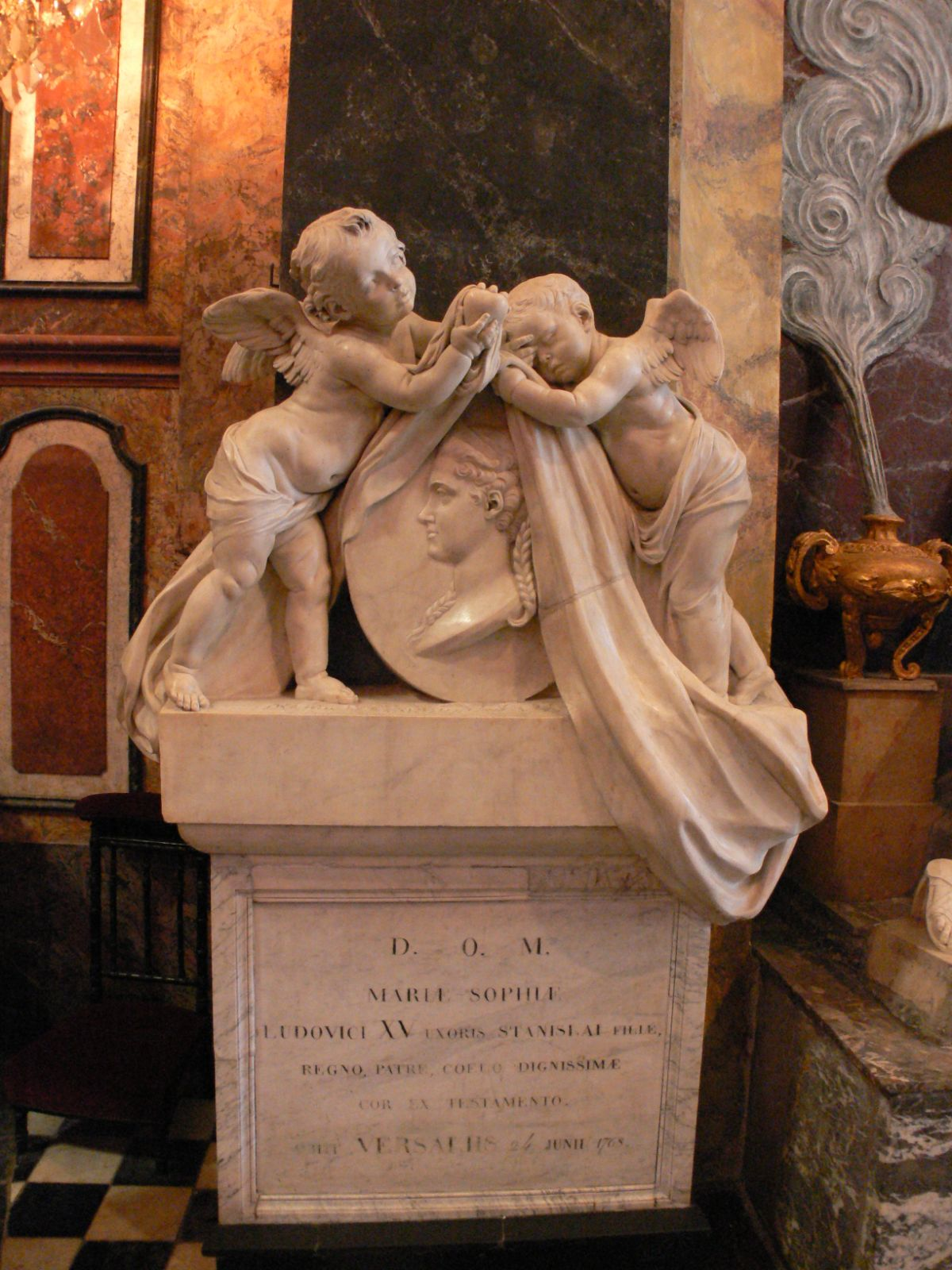
Monument du cœur de Marie Leszczyńska à Nancy (1770).

## Descendance
Marie Leszczyńska eut de Louis XV de France dix enfants :
| Nom                                 | Portrait | Naissance        | Décès             | Notes |
| ----------------------------------- | -------- | ---------------- | ----------------- | --- |
| Louise- Élisabeth                   |          | 14 août 1727     | 6 décembre 1759   | dite Madame (en tant que fille aînée du roi) ou Madame Première (puis Madame Infante) épouse en 1739 Philippe d’Espagne (1720 – 1765), duc de Parme en 1748.                           |
| Anne Henriette                      |          | 14 août 1727     | 10 février 1752   | jumelle de la précédente, et Madame Seconde (puis Madame Henriette, puis Madame) sans alliance.                                                                                        |
| Marie Louise                        |          | 28 juillet 1728  | 19 février 1733   | Madame Troisième (puis Madame Louise). |
| Louis                               |          | 4 septembre 1729 | 20 décembre 1765  | dauphin épouse en 1745 Marie-Thérèse d'Espagne (1726 – 1746) puis en 1747 Marie-Josèphe de Saxe (1731 – 1767), père des derniers rois de France (Louis XVI, Louis XVIII et Charles X). |
| Philippe, duc d’Anjou               |          | 30 août 1730     | 7 avril 1733      | Mort à l'âge de deux ans et demi. |
| Marie Adélaïde                      |          | 23 mars 1732     | 27 février 1800   | Madame Quatrième (puis Madame Troisième, puis Madame Adélaïde, puis Madame) sans alliance.                                                                                             |
| Victoire Louise Marie Thérèse       |          | 11 mai 1733      | 7 juin 1799       | Madame Cinquième (puis Madame Victoire) sans alliance. |
| Sophie Philippine Élisabeth Justine |          | 27 juillet 1734  | 2 mars 1782       | Madame Sixième (puis Madame Sophie) sans alliance. |
| Thérèse Félicité                    |          | 16 mai 1736      | 28 septembre 1744 | Madame Septième (puis Madame Thérèse). |
| Louise Marie                        |          | 15 juillet 1737  | 23 décembre 1787  | Madame Huitième (puis Madame Louise), entrée au Carmel en 1770 sous le nom de Sœur Thérèse de Saint-Augustin.                                                                          |

## Citations
- « Il vaut mieux écouter ceux qui nous crient de loin : Soulagez notre misère, que ceux qui nous disent à l'oreille : Augmentez notre fortune[9]. »
- « C'est une chose sotte que d'être reine ! Pour peu que les troubles continuent, on nous dépouillera bientôt de cette incommodité. »
- « Je n'ai pas besoin de robes quand les pauvres n'ont pas de chemises. »
- « La miséricorde des rois est de rendre la justice, mais la justice des reines est d'exercer la miséricorde. » À Louis XV, pour demander la grâce d'un déserteur.
- « Tout le bien d'une mère n'appartient-il pas à ses enfants ? » À son trésorier, qui jugeait ses aumônes excessives.

## Piété

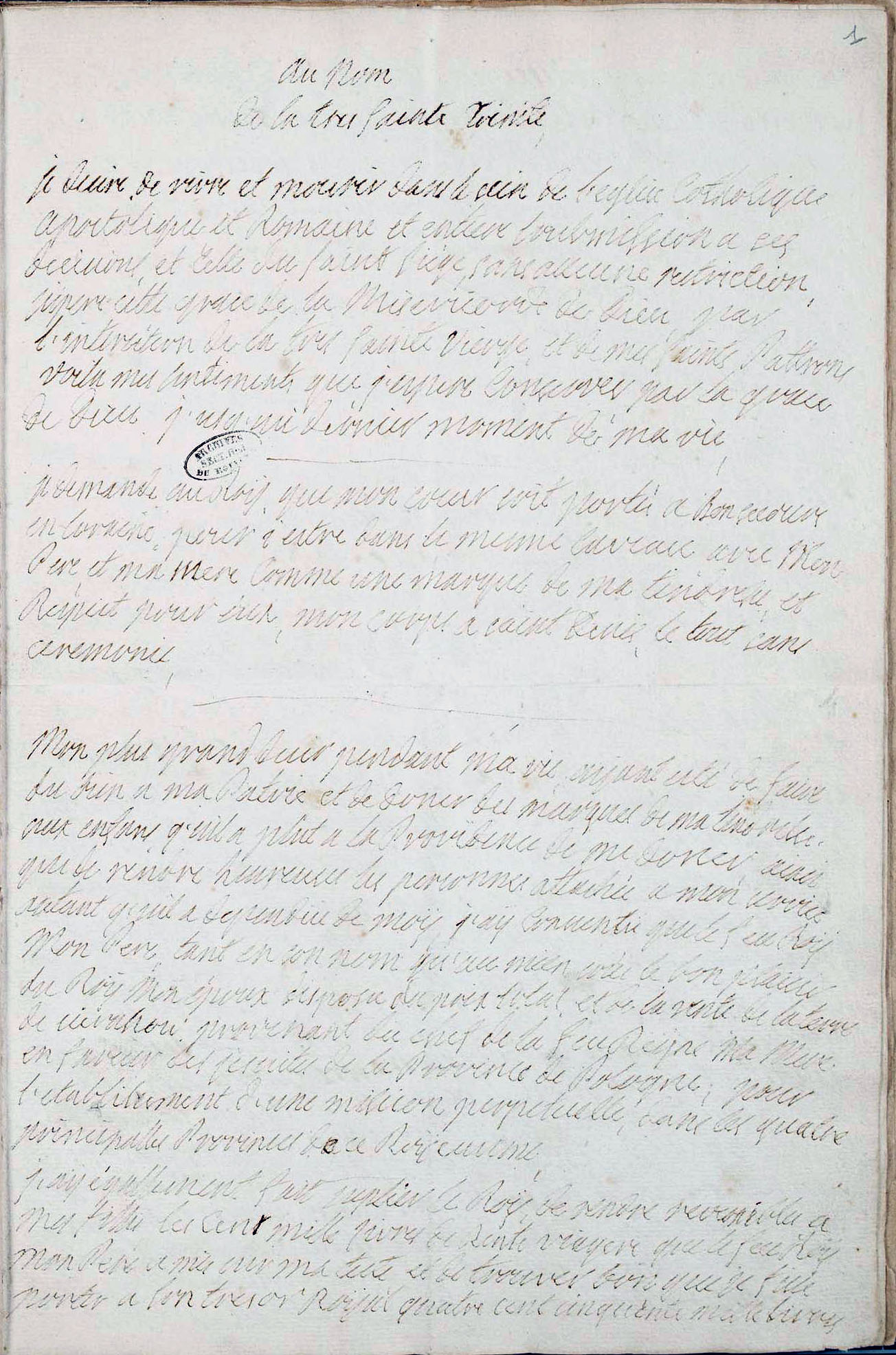
Première page du testament de Marie Leszczynska daté de Versailles, le 24 juin 1767 (Archives nationales).

La reine est très pieuse. Elle eut pour confesseur, entre autres, le capucin Ambroise de Lombez et pour page et confident Raoul IV de La Barre de Nanteuil (1743-1833). Les capucins étaient reçus à la cour.
Initiée à la dévotion pour le Sacré-Cœur dans le couvent de la Visitation à Varsovie, elle s'efforce d'en répandre la fête et les offices. Elle fait ériger un autel du Sacré-Cœur dans la chapelle du château de Versailles. Elle demande aux évêques de l'assemblée générale du clergé de France à Paris d'établir dans leurs diocèses la fête du Sacré-Cœur, ce qui est approuvé par un courrier du 14 août 1765.[réf. souhaitée]
La reine a une grande dévotion pour Marie et fréquente régulièrement la basilique Notre-Dame de Marienthal de Haguenau en Alsace qu'elle comblait de dons. Elle a une affection spéciale pour l'Abbaye de Gräfinthal dans le Land de Sarre où elle se rend en pèlerinage, où sa sœur Anne Leszczynska, morte en 1717, était enterrée[réf. souhaitée].
Elle fait venir de Compiègne des religieuses de la congrégation Notre-Dame pour fonder le couvent, dit de la reine, qui facilitera l'éducation des filles des serviteurs de la cour.

## Sources[11]
- Archives nationales, AE/II/1002 [Cote d’origine : K//147/10/1], 24 juin 1767-15 janvier 1768, testament olographe et codicille de la reine Marie Leszczynska. Numérisé.
- Archives nationales, AB/XIX/5024, lettres de Marie Leszczynska au président Hénault (1753-1768). Présentation générale. Détail du contenu.

- Eugène Griselle, « Deux billets autographes de Marie Leszczynska au Carmel de Compiègne », Bulletin du bibliophile et du bibliothécaire, 1907, p. 82 et suivantes; Numérisé sur gallica.

- Victor Des Diguères (éd.), Lettres inédites de la reine Marie Leszczynska et de la duchesse de Luynes au président Hénault, Paris, Champion, 1886. Numérisé.
- Correspondance du comte d'Argenson, ministre de la guerre : lettres de Marie Leszczynska et du cercle de la reine, Pierre de Nolhac (éd.), 1922. Numérisé sur gallica (les lettres de la reine sont des pages 1 à 56).
- correspondance de la reine avec la famille du duc de Luynes de 1746 à 1756, reproduite dans Comtesse d'Armaillé, La reine Marie Leckzinska, Paris, Didier et cie, 1870 (2e éd.), p. 200-237. Numérisée.
- plusieurs lettres de la reine au cardinal de Fleury, etc, reproduites dans Charlotte Aglaé de Saint-Ouën, marquise des Réaulx, Le roi Stanislas et Marie Leczinska, Paris, Plon-Nourrit et cie, 1895.
- « inventaire des objets trouvés dans les cabinets de la reine après sa mort, document dressé par M. de Saint-Florentin, le 25 juin 1768 », reproduit par Pierre de Nolhac, Louis XV et Marie Leczinska d'après de nouveaux documents, Paris, éditions de 1928-1930. En ligne.

## Cinéma et télévision
- Lois Wilson joue son rôle dans le film Monsieur Beaucaire (1924).
- Constance Collier joue son rôle dans le film Le Joyeux Barbier (1946).
- Charlotte de Turckheim joue son rôle dans le téléfilm Jeanne Poisson, marquise de Pompadour (2006).
- Lorianne Klupsch joue son rôle dans la mini-série Les Aventures du jeune Voltaire (2021).
- En 2012, un documentaire-fiction, intitulé Louis XV et Marie Leczinska, tromperie à Versailles, lui est consacré dans le cadre de l'émission Secrets d'Histoire, présentée par Stéphane Bern. Le documentaire décrit notamment comment la reine se réfugie dans la piété, le jeu et la musique afin d’oublier les nombreuses infidélités de son époux[12].
- En 2021, dans la saison 5 de la série télévisée La Guerre des trônes, la véritable histoire de l'Europe, Marie Leszczynska est incarnée par Natalia Pujszo puis par Dorothée Pousséo.